# Druhá vláda Heinricha Brüninga
Druhá vláda Heinricha Brüninga byla vláda Německé říše v období Výmarské republiky, působila od 10. října 1931 do 1. června 1932.
Vláda měla 10 členů. Jednalo se o koalici Centra, Bavorské lidové strany (BVP), Německé demokratické strany (DDP), Konzervativní lidové strany (KVP) a Křesťanskonárodní strany rolníků a zemědělců (CNBL). Ve vládě byli tři nestraníci a později jeden státní sekretář.

## Seznam členů vlády
| Portfej              | Ministr                             | Strana | Strana      | Nástup do úřadu  | Odchod z úřadu    |
| -------------------- | ----------------------------------- | ------ | ----------- | ---------------- | ----------------- |
| říšský kancléř       | Heinrich Brüning                    |        | Centrum     | 10. října 1931   | 1. června 1932    |
| zahraničí            | Heinrich Brüning                    |        | Centrum     | 10. října 1931   | 1. června 1932    |
| vicekancléř          | Hermann Dietrich                    |        | DDP         | 10. října 1931   | 1. června 1932    |
| finance              | Hermann Dietrich                    |        | DDP         | 10. října 1931   | 1. června 1932    |
| vnitro               | Wilhelm Groener pověřen řízením     |        | bezpartijní | 10. října 1931   | 1. června 1932    |
| ozbrojené síly       | Wilhelm Groener                     |        | bezpartijní | 10. října 1931   | 1. června 1932    |
| hospodářství         | Hermann Warmbold                    |        | bezpartijní | 10. října 1931   | 5. května 1932    |
| hospodářství         | Ernst Trendelenburg pověřen řízením |        | -           | 5. května 1932   | 1. června 1932    |
| práce                | Adam Stegerwald                     |        | Centrum     | 10. října 1931   | 1. června 1932    |
| justice              | Curt Joël pověřen řízením           |        | bezpartijní | 5. prosince 1930 | 1. června 1932    |
| pošty                | Georg Schätzel                      |        | BVP         | 10. října 1931   | 1. června 1932    |
| doprava              | Gottfried Treviranus                |        | KVP         | 10. října 1931   | 1. června 1932    |
| výživa a zemědělství | Martin Schiele                      |        | CNBL        | 10. října 1931   | 1. června 1932    |
| bez portfeje         | Hans Schlange-Schöningen            |        | CNBL        | 10. října 1931   | 5. listopadu 1931 |